# نوف المروعي
نوف مروعي  مواليد: 1980  هي مدرب يوغا من المملكة العربية السعودية. وهي مؤسِّسة مؤسسة اليوغا العربية في المملكة العربية السعودية . ساهمت نوف مروعي في تشريع اليوغا والاعتراف بها رسميًا في المملكة العربية السعودية.   حصلت على رابع أعلى جائزة مدنية في الهند وهي بادما شري في عام 2018.  

## مقدمة عن اليوغا
كانت نوف طفلة مريضة وتم تشخيصها بمرض الذئبة الجهازية في سن السابعة عشر. أبلغ الأطباء والديها أنه لا يوجد أمل كبير في شفائها. قرأت كتاب يوغا أحضره والدها من أسفاره، وبدأت بممارسة بعض الوضعيات. وبمرور الوقت ومع استمرارها في ممارسة اليوغا، تحسنت صحتها، مما سمح لها بالتخرج من الكلية مع مرتبة الشرف العالية وأصبحت ممارسة لليوغا بدوام كامل. وفي مقابلة لها، قالت إنها بعد أن بدأت ممارسة اليوغا والأيورفيدا، عاشت 21 عامًا دون أي أدوية. 

## مؤسسة اليوغا العربية
بدأت نوف بتدريس اليوغا في عام 2004، في جدة كمدرسة اليوغا في المملكة العربية السعودية. في عام 2010، تم تغيير الاسم إلى مؤسسة اليوغا العربية لأن ممارسة اليوغا انتشرت إلى بلدان عربية أخرى أيضًا.  وفي يونيو 2017، وبفضل جهود نوف والمؤسسة، أعطت الهيئة العامة للرياضة في المملكة العربية السعودية موافقتها على الاحتفال بيوم اليوجا . اعتبارًا من عام 2019، قامت مؤسسة اليوجا العربية بتدريس اليوجا لأكثر من 10000 شخص ولديها أكثر من 700 معلم يوجا في مدن مختلفة من المملكة العربية السعودية. 

## روابط خارجية
- Nouf Almarwaai على تويتر.
- Arab Yoga Foundation